# Le Miroir (émission de télévision)
 (signalé en juillet 2025).
Si vous disposez d'ouvrages ou d'articles de référence ou si vous connaissez des sites web de qualité traitant du thème abordé ici, merci de compléter l'article en donnant les références utiles à sa vérifiabilité et en les liant à la section « Notes et références ».
- Archive Wikiwix
- Bing
- Cairn
- DuckDuckGo
- E. Universalis
- Gallica
- Google
- G. Books
- G. News
- G. Scholar
- Persée
- Qwant
- (zh) Baidu
- (ru) Yandex
- (wd) trouver des œuvres sur Wikidata

Le Miroir est une émission de télévision humoristique produite par Mixus en 2009, à la suite de la diffusion du Clip qui Déchire en 2008. Celle-ci a pour vedette Nicolas Sarkozy, représenté comme dans le Clip qui Déchire, et aborde les sujets d'actualité de manière satirique. Elle était rediffusée sur France 4 dans l'émission On achève bien l'info.